# Przegięcie Pały
Przegięcie Pały: Pismo Ruchu „Wolność i Pokój” – podziemne czasopismo satyryczne (zin), ukazujący się w latach 1988−1989, związane z Ruchem Społeczeństwa Alternatywnego oraz Pomarańczową Alternatywą.
Redagowane głównie przez Krzysztofa Skibę, późniejszego lidera zespołu Big Cyc (założonego w 1988). Debiutowali tu m.in. Paweł „Konjo” Konnak, Piotr Trzaskalski i inni. W sumie ukazało się 8 numerów, po 4 strony formatu A4 każdy; w latach 80. można było je dostać m.in. na koncertach zespołu Big Cyc.